# 和台遺跡
和台遺跡（わだいいせき）は、福島県福島市飯野町明治字南和台に所在する縄文時代中期の環状集落の遺跡。国の史跡に指定されている。

## 立地と発見の経緯
遺跡は、福島県中通り地方の北部に位置し、福島県を南北に貫流する阿武隈川が、「レ」の字状に屈曲する地点、標高約195メートルの舌状台地の先端部に立地する。1996年（平成8年）、福島県道39号川俣安達線にかかる新飯野橋の取付道路建設のために台地を掘削する工事をしたところ、本遺跡が確認された。橋の建設を担当した福島県県北建設事務所が作成したパンフレットには「みちから見つかったロマン」と紹介されている。
なお、新飯野橋は発掘調査実施後の2000年（平成12年）に完成したが、遺跡を保護するため、トンネルを設けて遺跡の下を掘り進む方式に施工計画が変更されたため、周辺道路は1車線ないし1.5車線と細く蛇行している。

## 検出遺構
福島県教育委員会による発掘調査の結果、約230軒の竪穴建物、掘立柱建物、土器埋設遺構（埋甕）、土坑などの遺構を検出している。
集落は、大木10式期に相当する縄文時代中期末葉に最盛期をむかえており、その構造は、中央広場と考えられる空閑地に接して外側に掘立柱建物、さらにその外周帯には竪穴建物群が同心円構造をなしてドーナツ状（円環状）にめぐる、いわゆる環状集落である。竪穴建物の多くは、大木式土器文化圏（ほぼ現在の秋田市-仙北市-盛岡市-宮古市を結んだ線より南の東北地方一帯）の縄文時代中期後半に特徴的な複式炉をともなう。
土坑の多くは貯蔵穴で、竪穴建物の分布域の外側では特に濃密に分布している。中央広場周囲に散見される土坑は、人骨がほとんど確認されていないものの、その形状や規模、また覆土の様子から土坑墓である可能性が高く、そうだとすると、中央の広場は共通の先祖を祭祀する空間として利用されたことも考えられる。
以上の縄文時代中期末葉の遺構群に対し、遺跡北東に広がる斜面部分には、それよりも一時期古い貯蔵穴群が分布している。

## 出土遺物
遺物としては、全国でも他に類例のほとんどない人体文土器、南東北地方ではそれまで出土例のなかった狩猟文土器をはじめ、数多くの縄文土器、石器、骨角器、動植物遺存体などが出土している。人骨は1体のみ出土しており、焼かれたために残ったものである。当時は土葬が一般的であったため、なぜ1体のみ火葬されたのか謎とされる。
また、黒曜石やヒスイ、海洋性の魚骨類、さらに関東地方・北陸地方・中部地方の影響を受けた土器も出土しており、遠隔地ともはば広い交易、交流が認められる。
人体文土器
人体文土器は、第39号建物跡の床面中央に埋設されていた。土器は残存高32センチメートル、直径28センチメートルで底部が欠損している。胴部のふくらんだ部分には帯状にすす状炭化物が付着していたが、建物床面に全体がすっぽり埋められていたことから、ススはそれ以前に付いたものと考えられる。おそらくは、特別につくられ、祭祀や儀礼など特別な用途で使用されたのち、炉として転用されたものと推定できる。人体文の文様部分は身長20センチメートルで、顔の部分の造形に高い芸術性が認められる。
狩猟文土器
狩猟文土器は、北東北地方（円筒土器文化圏）には出土例があったものの、南東北地方では初の出土であり、従来想定されていた狩猟文土器の分布圏に見直しをせまる成果となった。この種の土器は縄文時代中期末から後期前葉の青森県、北海道南部、岩手県などで十数例発見されている。文様は樹木や動物、罠や落とし穴などである。葬送儀礼や狩猟、動物祭祀に使用されたとみられている。
なお、出土した人体文土器、狩猟文土器は福島県指定の有形文化財（県指定重要文化財）となっている

## 遺跡性格
遺跡は、舌状台地一帯の約5万平方メートルにおよぶと推定され、東北地方南部では最大級の縄文集落跡である。
遺構や遺物などの考古資料によれば、縄文時代のムラ（集落）は200年間続いたことが判明した。その後、急速にムラは衰え、放棄されてしまうが、その理由についてはさらなる追究、検討が必要である。
また、使用した大量の土器の材料となる粘土採掘の痕跡が確認されていないことも謎とされている。

## 史跡指定
2006年（平成18年）7月28日、南東北を代表する拠点的な環状集落であり、縄文時代の集落構造や精神生活、生業、さらに縄文社会の様相を知る上で重要であるとして、国の史跡に指定された。
2008年（平成20年）8月24日、福島市と伊達郡飯野町の合併を記念して福島市主催「和台・宮畑遺跡縄文まつり」が飯野小学校でおこなわれた。これは、同年7月1日の合併によって新福島市に所在する縄文時代の史跡が和台遺跡と宮畑遺跡の2箇所になったことにより、史跡の保存や活用をいっそう進展させることを目的とするもので、小学生らが火おこしや土偶作りを体験した。また、両遺跡をパネル展示等で紹介したほか、土器焼成の実演もおこなった。